# György Bárdy

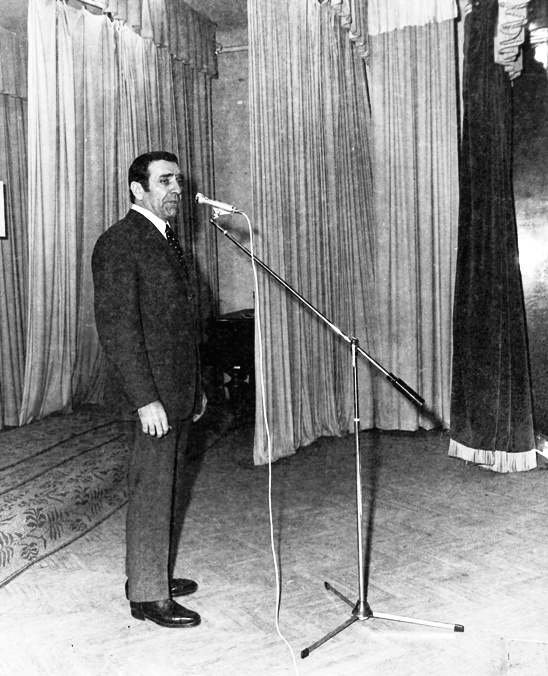
György Bárdy.

György Bárdy (26 de mayo de 1921 - 27 de mayo de 2013) fue un actor de cine y televisión húngaro.

## Filmografía selecta
- Valahol Európában (1948)
- Nyugati övezet (1952)
- Two Confessions (1957)
- Pillar of Salt (1958)
- A Few Steps to the Frontier (1959)
- Az Életbe táncoltatott leány (1964)
- Kárpáthy Zoltán (1966)
- Jaguár (1967)
- Stars of Eger (1968)
- Hahó, Öcsi! (1971)